# Liste des races de chats

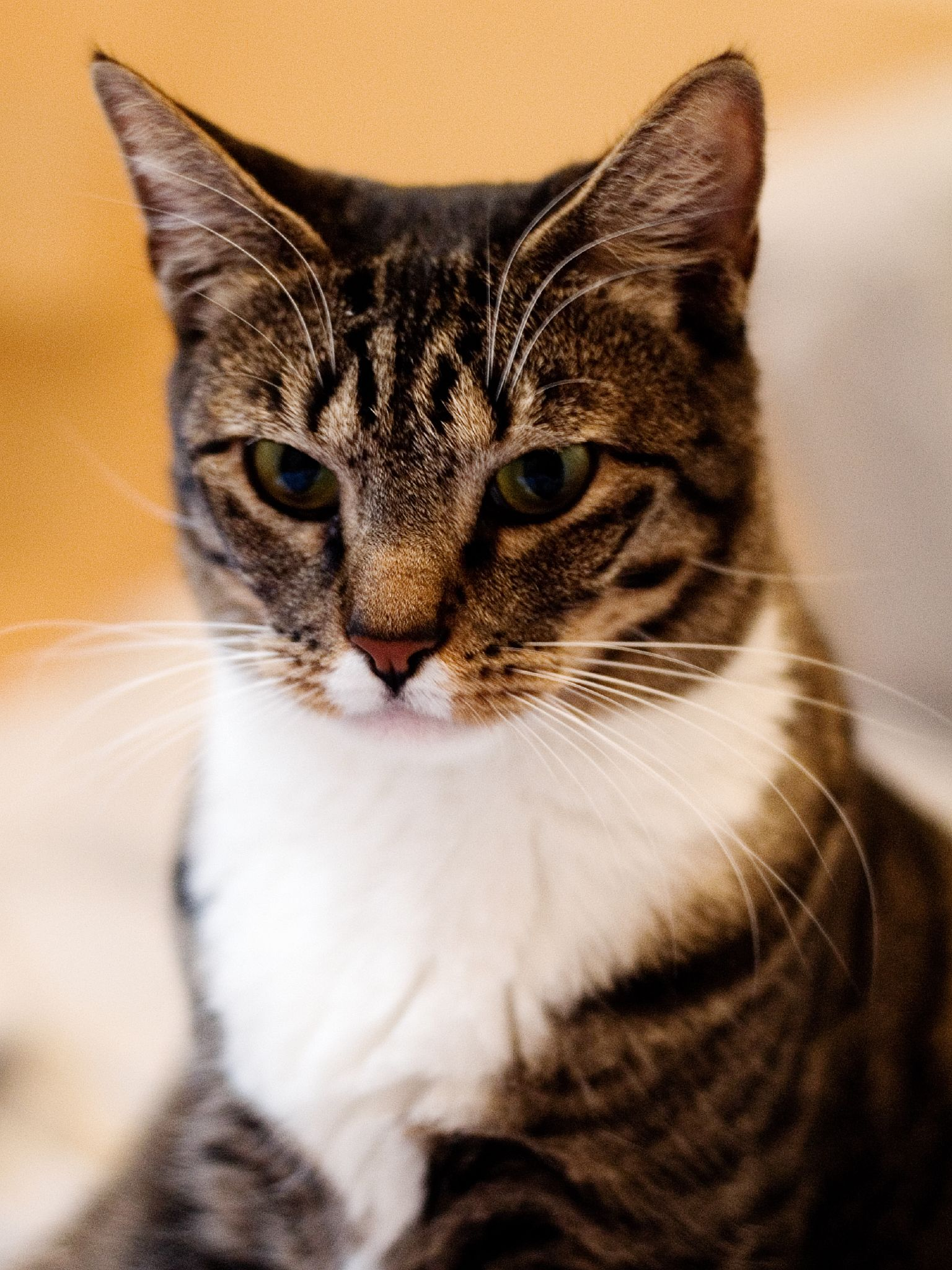
American short hair.

La liste des races de chats ci-dessous se présente par ordre alphabétique.
Pour qu'un chat soit reconnu comme chat de race, il doit disposer d'un pedigree, délivré par un Livre des Origines reconnu. Un chaton né de deux parents de race différente ne sera pas reconnu comme chat de race sans pedigree. On dira alors que c'est un chat de gouttière (ou chat de maison) « typé » (par exemple un typé Siamois) ou un chat d'apparence (par exemple chat d'apparence mau égyptien).

## Reconnaissance officielle des races de chats
Les races ne sont pas uniformément nommées, reconnues ou bien ont un standard parfois différent selon la ou les fédérations félines de chaque pays.

## Liste des races de chats dans le monde
Liste non exhaustive des noms de races de chats existants, toutes fédérations confondues.
- Haut – A
- B
- C
- D
- E
- F
- G
- H
- I
- J
- K
- L
- M
- N
- O
- P
- Q
- R
- S
- T
- U
- V
- W
- X
- Y
- Z

| No | Race                  | Image | Région                                         | Silhouette                                               | Taille                  | Poids                               | Poil                                                                                                 | Robe                                              | Robe                                                                           | Tête                                                                          | Yeux                                                                                                  | Oreille                                                                                       | Queue                                                   | Standards Fédérations | Standards Fédérations | Standards Fédérations | Standards Fédérations | Standards Fédérations | Standards Fédérations | Standards Fédérations | Standards Fédérations | Standards Fédérations |
| No | Race                  | Image | Région                                         | Silhouette                                               | Taille                  | Poids                               | Poil                                                                                                 | Patron                                            | Couleur                                                                        | Tête                                                                          | Yeux                                                                                                  | Oreille                                                                                       | Queue                                                   | ACF                   | ACFA                  | AFC                   | CFA                   | FIFé                  | GCCF                  | LOOF                  | TICA                  | WCF                   |
| -- | --------------------- | ----- | ---------------------------------------------- | -------------------------------------------------------- | ----------------------- | ----------------------------------- | --- | ------------------------------------------------- | ------------------------------------------------------------------------------ | ----------------------------------------------------------------------------- | --- | --------------------------------------------------------------------------------------------- | ------------------------------------------------------- | --------------------- | --------------------- | --------------------- | --------------------- | --------------------- | --------------------- | --------------------- | --------------------- | --------------------- |
| 1  | Abyssin               |       | Asie (controversé)                             | Médioligne foreign                                       | Moyenne                 | 3 à 5,5 kg                          | Court. Plus long sur l'épine dorsale                                                                 |                                                   | Lièvre, cannelle, bleu, fauve et rouge                                         | Triangulaire, front bombé                                                     | Grands, en amande, de couleur or, ambre ou vert                                                       | Grandes, peu arrondies                                                                        | Longue et effilée                                       | ✓                     | ✓                     | ✓                     | ✓                     | ✓                     | ✓                     | ✓                     | ✓                     | ✓                     |
| 2  | American curl         |       | États-Unis                                     | Médioligne semi-foreign                                  | Petite à moyenne        | 3 à 5 kg                            | Court ou mi-long                                                                                     | Toutes les robes admises                          | Toutes les robes admises                                                       | Triangulaire                                                                  | Toutes couleurs admises                                                                               | Incurvées vers l'intérieur                                                                    | De la longueur du corps jusqu'à l'épaule                |                       | ✓                     | ✓                     | ✓                     | ✓                     |                       | ✓                     | ✓                     | ✓                     |
| 3  | American shorthair    |       | États-Unis                                     | Médioligne semi-cobby                                    | Moyenne                 | 4 à 8 kg                            | Court, dense et lustré                                                                               | Tous sauf colourpoint                             | Toutes sauf chocolat, cannelle et fauve                                        | Ronde, avec un stop adouci                                                    | Espacés, ronds et assortis à la robe                                                                  | Espacées, peu ouvertes à la base                                                              | Longueur moyenne                                        |                       | ✓                     | ✓                     | ✓                     | O                     |                       | ✓                     | ✓                     | ✓                     |
| 4  | American wirehair     |       | États-Unis                                     | Médioligne semi-cobby                                    | Moyenne                 | 5 à 6 kg                            | Court, dur et frisé                                                                                  | Robes traditionnelles                             | Toutes sauf chocolat, cannelle et lilas                                        | Taille moyenne                                                                | Arrondis, placés de biais                                                                             | Taille moyenne, peu ouvertes                                                                  | Épaisse à la base, longueur moyenne                     |                       | ✓                     | ✓                     | ✓                     |                       |                       | ✓                     | ✓                     | O                     |
| 5  | Anatoli               |       | Turquie                                        | Long et puissant                                         | Moyenne à grande        | 5 à 9 kg                            | Court                                                                                                |                                                   | Bicolore ou uni blanche                                                        | Triangulaire                                                                  | vifs, grands, en amande, s'accordent avec la couleur de la robe                                       | Grandes et larges                                                                             | Moyenne                                                 |                       |                       |                       |                       |                       |                       |                       |                       | ✓                     |
| 6  | Angora turc           |       | Turquie                                        | Type Foreign                                             | Petite à Moyenne        | 3 à 4 kg                            | Mi-long, avec une collerette autour du cou                                                           | Robes traditionnelles                             | toutes sauf lilas, cannelle et fauve et les points                             | Petite à moyenne, triangulaire                                                | Grands, en amande                                                                                     | Grandes, et haut placées sur la tête                                                          | Large à la base, s'effilant sur la longueur             |                       | ✓                     | ✓                     | ✓                     | ✓                     |                       | ✓                     | ✓                     | ✓                     |
| 7  | Asian                 |       | Angleterre                                     | Type semi-foreign                                        | Moyenne                 |                                     | Court, soyeux et brillant                                                                            | Robes traditionnelles                             | Toutes sauf blanc                                                              | Triangle court                                                                | Grands et bien espacés                                                                                | Bien espacées sur le crâne                                                                    | Taille moyenne, bout arrondi                            |                       |                       |                       |                       |                       | ✓                     | ✓                     |                       | ✓                     |
| 8  | Brume australienne    |       | Australie                                      | Type semi-foreign                                        | Moyenne                 |                                     | Court                                                                                                | Spotted ou blotched tabby                         | Bleu, marron, chocolat, cannelle, lilas et faon                                | Grande et plutôt ronde                                                        | Grands et expressifs, verts                                                                           | Moyennes à grandes                                                                            | Épaisse                                                 | ✓                     |                       |                       |                       |                       |                       |                       |                       | ✓                     |
| 9  | Balinais              |       | États-Unis                                     | Type oriental                                            | Moyenne                 | 3 à 5 kg                            | Mi-long                                                                                              | Colourpoint                                       | Phoque, chocolat, bleu et lilas                                                | Triangulaire                                                                  | Forme orientale                                                                                       | Grandes et larges                                                                             | Longue et fine                                          | ✓                     | ✓                     | ✓                     | ✓                     | ✓                     | ✓                     | ✓                     | ✓                     | ✓                     |
| 10 | Bengal                |       | États-Unis                                     | Longue et substantielle                                  | Moyenne à grande        | kg                                  | Court et soyeux                                                                                      | Spotted tabby ou marbled (blotched tabby modifié) | Blanc, doré et orange                                                          | Triangle aux contours arrondis                                                | Grands, ovales et bien espacés                                                                        | Moyennes à petites                                                                            | Moyenne, épaisse à la base                              | ✓                     | ✓                     | ✓                     |                       | ✓                     | ✓                     | ✓                     | ✓                     | ✓                     |
| 11 | Bleu russe            |       | Russie (controversé, Méditerranée ou Espagne?) | Allongée, de type médioligne foreign                     | Moyenne                 | 2,5 à 4,8 kg                        | Court et épais                                                                                       | Solide                                            | Bleue, noire ou blanche                                                        | Fine, allongée                                                                | Grands, de couleur verte                                                                              | Pointues, très haut placées                                                                   | Longue et droite, épaisse à la base pour un bout effilé | ✓                     | ✓                     | ✓                     | ✓                     | ✓                     | ✓                     | ✓                     | ✓                     | ✓                     |
| 12 | Bobtail américain     |       | États-Unis                                     | Médioligne semi-cobby                                    | Moyenne à grande        | kg                                  | Court et mi-long                                                                                     | Tous                                              | Toutes                                                                         | Large avec des mâchoires puissantes, sans surface plane                       | Ovale                                                                                                 | Placées bas, très poilues et possédant un plumet à l'extrémité                                | Courte, entre 2,5 et 10 cm                              |                       | ✓                     |                       | ✓                     |                       |                       | ✓                     | ✓                     |                       |
| 13 | Bobtail des Kouriles  |       | Russie, et Îles Kouriles                       | Type semi-cobby                                          | Moyenne                 | 3 à 4,5 kg                          | Court ou mi-long, très épais                                                                         | Tous                                              | Toutes                                                                         | En forme de trapèze                                                           | Ronds et grands                                                                                       | Moyennes, espacées l'une de l'autre                                                           | En forme de pompon                                      |                       |                       |                       |                       | ✓                     |                       | ✓                     | ✓                     | ✓                     |
| 14 | Bobtail japonais      |       | Japon                                          | Type semi-foreign                                        | Petite à Moyenne        | kg                                  | Court ou mi-long selon la variété                                                                    | Solide, bicolore ou tricolore                     | Tout sauf colorpoint                                                           | Triangulaire                                                                  | Grands, ovales et expressifs                                                                          | Grandes et bien dressées                                                                      | Enroulée sur elle-même, 5 cm de longueur dépliée        | ✓                     | ✓                     | ✓                     | ✓                     | ✓                     |                       | ✓                     | ✓                     | ✓                     |
| 15 | Bombay                |       | États-Unis                                     | Cobby                                                    | Moyenne                 | kg                                  | Court, fin, bien couché sur le corps et satiné                                                       | Noir                                              | Noir de jais                                                                   | Arrondie, front bombé, stop marqué                                            | Grands, espacés et ronds. De couleur jaune à cuivre                                                   | Espacées, inclinées vers l'avant                                                              | Longueur moyenne, se rétrécit sur un bout arrondi       | ✓                     | ✓                     | ✓                     | ✓                     |                       | ✓                     | ✓                     | ✓                     | ✓                     |
| 16 | Brazilian shorthair   |       | Brésil                                         | Musclée mais fine                                        | Moyenne                 | kg                                  | Court                                                                                                | Tous sauf colourpoint                             | Tout                                                                           | Grande, plus longue que large                                                 | Grands et très espacés                                                                                | Grandes et hautes                                                                             | Moyenne à longue avec le bout arrondi                   |                       |                       |                       |                       |                       |                       |                       |                       | ✓                     |
| 17 | British longhair      |       | Angleterre                                     | Type semi-cobby                                          | Moyenne à grande        | 3 à 7 kg                            | Mi-long et soyeux                                                                                    | Tous                                              | Toutes                                                                         | Large et ronde                                                                | Ronds et grands                                                                                       | Moyennes à petites, arrondies à l'extrémité                                                   | Longue et épaisse à la base                             |                       |                       |                       |                       |                       |                       | ✓                     | ✓                     | ✓                     |
| 18 | British shorthair     |       | Angleterre                                     | Type semi-cobby                                          | Moyenne à grande        | 3 à 8 kg                            | Court et dense                                                                                       | Tous                                              | Toutes                                                                         | Large et ronde                                                                | Ronds et grands                                                                                       | Moyennes à petites, arrondies à l'extrémité                                                   | Longue et épaisse à la base                             | ✓                     | ✓                     | ✓                     | ✓                     | ✓                     | ✓                     | ✓                     | ✓                     | ✓                     |
| 19 | Burmese               |       | Thaïlande                                      | Type semi-foreign chez l'Européen Cobby chez l'Américain | Moyenne                 | 3 à 6 kg                            | Court et fin                                                                                         |                                                   | Sépia                                                                          | Triangulaire chez l'Européen et Ronde chez l'Américain                        | Grands et ronds                                                                                       | Moyennes, bien espacées                                                                       | Longueur moyenne, bout arrondi                          | ✓                     | ✓                     | ✓                     | O                     | ✓                     | ✓                     | ✓                     |                       |                       |
| 20 | Burmilla              |       | Angleterre                                     | Type semi-foreign                                        | Moyenne                 | 2,5 à 6,5 kg                        | Court, soyeux et brillant                                                                            | Silver, shaded ou smoke                           | Toutes sauf blanc                                                              | Triangle court                                                                | Grands et bien espacés                                                                                | Bien espacées sur le crâne                                                                    | Taille moyenne, bout arrondi                            | ✓                     |                       | ✓                     |                       | ✓                     | ✓                     | ✓                     |                       | ✓                     |
| 21 | Californian rex       |       | États-Unis                                     | Longiligne                                               | Moyenne                 | kg                                  | Mi-long et ondulé                                                                                    | Tous                                              | Toutes                                                                         | Ovale, avec un nez large et incurvé                                           | Ovales et bien ouverts                                                                                | Larges, pointues et très mince                                                                | En forme de fouet                                       |                       |                       |                       |                       |                       |                       | O                     |                       |                       |
| 22 | Californian spangled  |       | États-Unis                                     | Type semi-foreign                                        | Moyenne                 | kg                                  | Court                                                                                                | Spotted tabby                                     | Toutes sauf lilas, chocolat et leurs dérivés                                   | Cunéiforme                                                                    | En amande                                                                                             | Taille moyenne, courtes                                                                       | Taille moyenne                                          |                       |                       |                       |                       |                       |                       | ✓                     | ✓                     |                       |
| 23 | Ceylan                |       | Sri Lanka                                      | Type semi-cobby                                          | Moyenne                 | kg                                  | Court, sans sous-poil                                                                                | Ticked tabby                                      |                                                                                | Triangle adouci                                                               | Assez grands, ronds dessous, ligne supérieure droit et de biais                                       | Moyennes à grandes, rapprochées                                                               |                                                         |                       |                       |                       |                       | ✓                     |                       | ✓                     |                       | ✓                     |
| 24 | Chartreux             |       | France                                         | Médioligne                                               | Taille moyenne à grande | 3 à 7,5 kg                          | Court et dense                                                                                       | Solide                                            | Bleue                                                                          | Large, en trapèze renversé                                                    | Grands, de jaune soutenu à cuivre intense                                                             | Placées haut sur le crâne, droites, arrondies au bout                                         | Longueur moyenne                                        | ✓                     | ✓                     | ✓                     | ✓                     | ✓                     |                       | ✓                     | ✓                     | ✓                     |
| 25 | Chantilly             |       | États-Unis                                     | Élancée et musclée                                       | Moyenne                 | 2,5 à 5,5 kg                        | Mi-long                                                                                              | Solide et tabby                                   | Chocolat, bleu, lilas, fauve, cannelle, noir                                   | Triangulaire, profil légèrement courbé                                        | Ovales et obliques                                                                                    | Taille moyenne, avec des touffes de poils à l'intérieur                                       | En panache, de longueur égale à celle du corps          |                       | O                     | O                     |                       |                       |                       |                       | O                     |                       |
| 26 | Chausie               |       | États-Unis                                     | Musclèe                                                  | Grande                  | kg                                  | Court                                                                                                | Coche et pointe argentée                          | Noir, Noir, marron, beige et argent                                            | Grande, en forme de triangle adouci                                           | Ovales un peu aplatis                                                                                 | Grandes et hautes                                                                             | Courte, d'une queue moyenne                             |                       |                       |                       |                       |                       |                       | ✓                     | ✓                     |                       |
| 27 | Colorpoint shorthair  |       | Thaïlande                                      | Longiligne                                               | Moyenne                 | kg                                  | Court                                                                                                | Colorpoint                                        | Rouge, crème, cannelle, faon, phoque, chocolat, bleu, lilas, tortie et torbie. | Triangulaire                                                                  | En amande, bleus                                                                                      | Moyennes et pointues                                                                          | Longue et fine                                          |                       |                       | ✓                     | ✓                     |                       |                       |                       |                       |                       |
| 28 | Cornish rex           |       | Royaume-Uni                                    | Longiligne                                               | Petite à Moyenne        | kg                                  | Court, dense et ondulé                                                                               | Tous                                              | Toutes                                                                         | Ovale, avec un nez large et incurvé                                           | Ovales et bien ouverts                                                                                | Larges, pointues et très mince                                                                | en forme de fouet                                       | ✓                     | ✓                     | ✓                     | ✓                     | ✓                     | ✓                     | ✓                     | ✓                     | ✓                     |
| 29 | Cymric                |       | Île de Man                                     | Bréviligne et trapue                                     | Moyenne                 | 2 à 5 kg                            | Mi-long                                                                                              | Tous                                              | Toutes                                                                         | Ronde, avec un nez incurvé                                                    | Ronds, grands, écartés. Couleur assortie à la robe                                                    | Taille moyenne à petite, écartées                                                             | Absente                                                 | ✓                     | ✓                     | ✓                     | ✓                     | ✓                     |                       | ✓                     | ✓                     | ✓                     |
| 30 | Devon rex             |       | Angleterre                                     | Étranger                                                 | Petite à Moyenne        | 3 à 4,5 kg                          | Court et bouclé                                                                                      | Tous                                              | Toutes                                                                         | Assez petite                                                                  | Grands et bien ouverts                                                                                | Très grandes et placées bas                                                                   | Longue et fine                                          | ✓                     | ✓                     | ✓                     | ✓                     | ✓                     | ✓                     | ✓                     | ✓                     | ✓                     |
| 31 | Donskoy               |       | Russie                                         | Type semi-foreign                                        | Moyenne                 | kg                                  | Sans poils                                                                                           | Tous                                              | Toutes                                                                         | Cunéiforme                                                                    | En amande                                                                                             | Grandes et hautes sur la tête                                                                 | Longue et fine                                          |                       |                       |                       |                       | ✓                     |                       | ✓                     | ✓                     | ✓                     |
| 32 | European shorthair    |       | Europe                                         | Médioligne semi-foreign                                  | Moyenne à grande        | 3,5 à 5 kg                          | Court et dense                                                                                       | Robes traditionnelles                             | Toutes sauf lilas, cannelle, fauve et chocolat                                 | Plus longue que large. Le nez présente un faible stop                         | De taille moyenne, arrondis et placés légèrement de biais                                             | Moyennes, aussi hautes que larges                                                             | Moyenne, s'effile vers un bout arrondi                  | ✓                     |                       |                       |                       | ✓                     |                       | ✓                     |                       | ✓                     |
| 33 | Exotic shorthair      |       | États-Unis                                     | Bréviligne et trapue                                     | Moyenne à grande        | kg                                  | Court et pelucheux                                                                                   | Tous                                              | Toutes                                                                         | Ronde, massive. Le nez est écrasé, le museau rond                             | Ronds, grands et espacés                                                                              | Petites, espacées et arrondies                                                                | Courte, droite et épaisse                               | ✓                     | ✓                     | ✓                     | ✓                     | ✓                     | ✓                     | ✓                     | ✓                     | ✓                     |
| 34 | German rex            |       | Province de Prusse-Orientale                   | Type semi-foreign                                        | Moyenne                 | kg                                  | Court, doux et ondulé                                                                                | Traditionnelles                                   | Traditionnelles                                                                | Ronde                                                                         | Ovales                                                                                                | Moyennes, large à la base et bout arrond                                                      | Moyenne, épaisse à la base                              | ✓                     |                       |                       | O                     | ✓                     |                       | ✓                     |                       | ✓                     |
| 35 | Havana brown          |       | Royaume-Uni                                    | Type semi-foreign ou oriental                            | Moyenne                 | 4 à 5 kg                            | Court, doux et soyeux                                                                                | Solide                                            | Chocolat, lilas et noir                                                        | Orientale pour le type anglais Légèrement triangulaire pour le type américain | En amande, verts                                                                                      | Grandes et bien espacées                                                                      | Longueur moyenne, fine                                  |                       | ✓                     | ✓                     | ✓                     |                       |                       | ✓                     | ✓                     |                       |
| 36 | Highlander            |       | États-Unis                                     | Ordinaire                                                | Moyenne                 | kg                                  | | Tout                                              |                                                                                |                                                                               | |                                                                                               |                                                         |                       |                       |                       |                       |                       |                       |                       |                       |                       |
| 37 | Highland fold         |       | Écosse                                         | Bréviligne                                               | Moyenne                 | kg                                  | Mi-long                                                                                              | Tout sauf Colorpoint                              | Toutes                                                                         | Ronde et large                                                                | Ronds                                                                                                 | Repliées vers l'avant                                                                         | Moyenne, plus épaisse à la base                         | ✓                     | ✓                     | O                     | ✓                     |                       |                       | ✓                     | ✓                     | ✓                     |
| 38 | Himalayen             |       | États-Unis                                     | Cobby                                                    | Moyenne à grande        | kg                                  | Long avec sous-poil abondant                                                                         | Colourpoint                                       | Toutes                                                                         | Ronde et massive avec un nez retroussé                                        | Ronds, grands                                                                                         | Petites et rondes, bien espacées                                                              | Petite et bien fournie                                  |                       | ✓                     | ✓                     |                       |                       |                       |                       | ✓                     | ✓                     |
| 39 | Khao Manee            |       | Thaïlande                                      | Type oriental                                            | Fine                    | kg                                  | Court                                                                                                | Solide                                            | Blanc                                                                          | Triangulaire                                                                  | Jaunes, bleus ou vairons                                                                              | Droites                                                                                       |                                                         |                       |                       |                       | O                     |                       |                       |                       | O                     |                       |
| 40 | Korat                 |       | Thaïlande                                      | Médioligne semi-cobby                                    | Petite                  | 2,5 à 4,5 kg                        | Court, sans sous-poil                                                                                | Solide                                            | Bleu                                                                           | En forme de cœur                                                              | Verts                                                                                                 | Grandes, placées haut                                                                         | Longueur moyenne, épaisse à la base et effilée au bout  | ✓                     | ✓                     | ✓                     | ✓                     | ✓                     | ✓                     | ✓                     | ✓                     | ✓                     |
| 41 | LaPerm                |       | États-Unis                                     | Type semi-foreign                                        | Moyenne                 | kg                                  | Frisé, court ou mi-long                                                                              | Tous                                              | Toutes                                                                         | Triangle adouci                                                               | | Moyennes, bien ouvertes à la base                                                             | Proportionnée au corps                                  | ✓                     |                       |                       | ✓                     |                       | ✓                     | ✓                     | ✓                     | ✓                     |
| 42 | Maine coon            |       | États-Unis, Maine                              | Médioligne semi-foreign                                  | Grande                  | 5 à 9 kg                            | Mi-long                                                                                              | Tous sauf colourpoint                             | Toutes sauf chocolat, lilas et fauve                                           | Museau carré                                                                  | Grands et ovales. Yeux bleus et vairons sont admises pour les chats blancs.                           | Grandes, placées haut, de préférence avec des plumets aux extrémités                          | Longue et fournie                                       | ✓                     | ✓                     | ✓                     | ✓                     | ✓                     | ✓                     | ✓                     | ✓                     | ✓                     |
| 43 | Mandarin              |       | États-Unis                                     | Type oriental                                            | Moyenne                 | 3 à 5 kg                            | Mi-long                                                                                              | Traditionnelle, toutes les couleurs autorisées    | Traditionnelle, toutes les couleurs autorisées                                 | Longue et triangulaire                                                        | En amande                                                                                             | Très grandes et larges à la base                                                              | Longue et fine                                          | ✓                     | ✓                     |                       | ✓                     | ✓                     | ✓                     | ✓                     | ✓                     | ✓                     |
| 44 | Manx                  |       | Île de Man                                     | Type cobby et Musclèe                                    |                         | kg                                  | Court, dense avec un sous-poil épais                                                                 | Tous                                              | Toutes                                                                         | Ronde, avec un nez incurvé                                                    | Ronds, grands, écartés. La couleur est assortie à la robe                                             | Taille moyenne à petite, écartées                                                             | Absente                                                 | ✓                     | ✓                     | ✓                     | ✓                     | ✓                     | ✓                     | ✓                     | ✓                     | ✓                     |
| 45 | Mau arabe             |       | Arabie saoudite                                | Musclèe                                                  | Moyenne                 | kg                                  | Court et sans sous-poil                                                                              |                                                   |                                                                                | Presque ronde (plus longue que large)                                         | Ovales                                                                                                | Grandes                                                                                       | Effilée, de longueur moyenne                            |                       |                       |                       |                       |                       |                       |                       |                       | ✓                     |
| 46 | Mau égyptien          |       | Égypte                                         | Médioligne semi-foreign                                  | Moyenne                 | 2,5 à 5 kg                          | Court                                                                                                | Spotted tabby                                     | Trois à quatre couleurs                                                        | Triangle adouci                                                               | Grands, en amande. De couleur vert groseille à maquereau                                              | Larges                                                                                        | Longueur moyenne                                        | ✓                     | ✓                     | ✓                     | ✓                     | ✓                     | ✓                     | ✓                     | ✓                     | ✓                     |
| 47 | Minskin               |       | Russie                                         | Type nain                                                |                         | kg                                  | Frisé                                                                                                |                                                   |                                                                                |                                                                               | |                                                                                               |                                                         |                       |                       |                       |                       |                       |                       |                       | ✓                     |                       |
| 48 | Munchkin              |       | États-Unis                                     | Type nain                                                | Court sur pattes        | kg                                  | Court ou mi-long                                                                                     | Tous                                              | Toutes                                                                         | Triangle adouci                                                               | Moyens à grands, placés de biais                                                                      | Taille moyenne, espacées l'une de l'autre                                                     | Portée haute et droit lorsque le chat se déplace        |                       |                       |                       |                       |                       |                       | ✓                     | ✓                     | ✓                     |
| 49 | Nebelung              |       | Russie                                         | Élégante et musclée                                      |                         | 3 à 6 kg                            | Mi-long                                                                                              | Solide                                            | Bleue                                                                          | Triangulaire avec 7 faces planes                                              | Verts                                                                                                 | Pointues, haut placées                                                                        | En panache                                              |                       |                       |                       |                       |                       |                       | ✓                     | ✓                     | ✓                     |
| 50 | Norvégien ou Skogkatt |       | Norvège                                        | Longue et substantielle                                  | Grande                  | 5 à 7 kg                            | Mi-long, avec une collerette autour du cou                                                           | Tous sauf colourpoint                             | Toutes les couleurs acceptées sauf chocolat, lilas, cannelle et fauve          | Moyenne, en forme de triangle équilatéral                                     | Grands, en amande                                                                                     | Grandes, dirigées vers l'avant                                                                | Longue et fournie                                       | ✓                     | ✓                     | ✓                     | ✓                     | ✓                     | ✓                     | ✓                     | ✓                     | ✓                     |
| 51 | Ocicat                |       | États-Unis                                     | Médioligne semi-foreign                                  | Moyenne                 | kg                                  | Court                                                                                                | Ticked tabby                                      |                                                                                | Légèrement triangulaire                                                       | Toutes les couleurs sauf bleu                                                                         |                                                                                               | Longue et mince                                         | ✓                     | ✓                     | ✓                     | ✓                     | ✓                     | ✓                     | ✓                     | ✓                     | ✓                     |
| 52 | Ojos azules           |       | États-Unis                                     | Type semi-foreign                                        | Moyenne                 | kg                                  | Court et soyeux ou mi-long                                                                           | Tous                                              | Toutes                                                                         | Triangle équilatéral                                                          | Ronds, grands et globuleux, toujours bleus                                                            | Moyennes, légèrement arrondies à l’extrémité                                                  | Longueur moyenne, s'effile vers l’extrémité             |                       |                       |                       |                       |                       |                       |                       | ✓                     |                       |
| 53 | Oriental shorthair    |       | Thaïlande                                      | Longiligne                                               | Moyenne à grande        | 4 à 6,5 kg                          | Court                                                                                                | Tout                                              | Toutes                                                                         | Triangulaire                                                                  | En amande, placés de biais                                                                            | Grandes, larges à la base                                                                     | Très fine                                               | ✓                     | ✓                     | ✓                     | ✓                     | ✓                     | ✓                     | ✓                     | ✓                     | ✓                     |
| 54 | Persan                |       | Iran                                           | Type Bréviligne                                          | Moyenne à grande        | 2,3 à 6,8 kg                        | Long avec sous-poil abondant                                                                         | Tous                                              | Toutes                                                                         | Ronde, avec un crâne en forme de dôme. Le profil est plat.                    | Ronds, grands                                                                                         | Petites, bien espacées et arrondies                                                           | Petite et bien fournie                                  | ✓                     | ✓                     | ✓                     | ✓                     | ✓                     | ✓                     | ✓                     | ✓                     | ✓                     |
| 55 | Peterbald             |       | Russie                                         | Type oriental                                            | Moyenne à Grande        | 3,5 à 7 kg                          | De préférence sans, mais peut-être présent : flock, velours (poil normal non reconnu en championnat) | Tous                                              | Toutes                                                                         | Triangulaire                                                                  | En amande. Bleus ou verts                                                                             | Grandes                                                                                       | Longue et fine                                          |                       | ✓                     |                       |                       | ✓                     |                       | ✓                     | ✓                     | ✓                     |
| 56 | Pixie-bob             |       | États-Unis                                     | imposante, massive                                       | Moyenne                 | Jusqu'à 9 kg                        | Mi-long ou court                                                                                     | Spotted tabby avec ticking                        | Chocolat                                                                       | En forme de poire inversée                                                    | Triangle-rectangle, espacés                                                                           | Taille moyenne, larges à la base avec le bout arrondi. Inclinées légèrement vers l'extérieur. | Courte, jusqu'au jarret maximum                         |                       | ✓                     | ✓                     |                       |                       |                       | ✓                     | ✓                     |                       |
| 57 | Ragamuffin            |       | États-Unis                                     | Rectangulaire, musclée                                   | Moyenne à Grande        | Jusqu'à 6 kg (♀) Jusqu'à 9 kg (♂)   | Dense, long                                                                                          |                                                   | Toutes                                                                         | Triangulaire, avec un crâne arrondi                                           | En amande                                                                                             | Vers l'avant                                                                                  | Dense et très douce                                     |                       | ✓                     |                       | ✓                     |                       | ✓                     |                       |                       | ✓                     |
| 58 | Ragdoll               |       | États-Unis                                     | Type longiligne                                          | Grande                  | Jusqu'à 6 kg (♀) Jusqu'à 9 kg (♂)   | Mi-long, avec une collerette autour du cou                                                           | Colourpoint, mitted, seal pount, bicolore         |                                                                                | Triangle équilatéral                                                          | Grands et ovales, toujours bleus                                                                      | Larges à la base, taille moyenne                                                              | Bien fournie et portée en panache                       | ✓                     | ✓                     | ✓                     | ✓                     | ✓                     | ✓                     | ✓                     | ✓                     | ✓                     |
| 59 | Sacré de Birmanie     |       | France                                         | Longue et substantielle                                  | Moyenne à grande        | 4 à 6 kg                            | Mi-long                                                                                              | Colourpoint avec gantage blanc                    |                                                                                | Large et arrondie                                                             | Grands, presque longs, uniquement de couleur bleu                                                     | Presque aussi larges que hautes                                                               | Moyenne                                                 | ✓                     | ✓                     | ✓                     | ✓                     | ✓                     | ✓                     | ✓                     | ✓                     | ✓                     |
| 60 | Safari                |       | États-Unis                                     |                                                          | Grande                  | 11 kg                               | Court                                                                                                | Spotted tabby                                     |                                                                                |                                                                               | |                                                                                               |                                                         |                       |                       |                       |                       |                       |                       |                       |                       |                       |
| 61 | Savannah              |       | États-Unis                                     | Médioligne semi-foreign                                  | Grande                  | 6 à 14 kg                           | Court                                                                                                | Spotted tabby                                     | Noir et noir smoke                                                             | Triangulaire, avec un nez long et un menton court                             | Ovale, un peu en amande, avec des « larmes blanches ». Du jaune au vert                               | Grandes, larges et haut placées                                                               | Petite et épaisse                                       |                       |                       |                       |                       |                       |                       | ✓                     | ✓                     |                       |
| 62 | Scottish fold         |       | Écosse                                         | Semi-cobby                                               | Moyenne                 |                                     | Court                                                                                                | Toutes couleurs admises                           | Toutes couleurs admises                                                        | Ronde et large                                                                | Ronds                                                                                                 | Repliées vers l'avant                                                                         | Moyenne, plus épaisse à la base                         | ✓                     | ✓                     |                       | ✓                     |                       |                       | ✓                     | ✓                     | ✓                     |
| 63 | Selkirk rex           |       | États-Unis                                     | Semi-cobby                                               | Moyenne à grande        |                                     | Bouclé, dense et pelucheux                                                                           | Toutes couleurs et robes admises                  | Toutes couleurs et robes admises                                               | Large aux contours arrondis                                                   | Ronds et bien ouverts                                                                                 | Moyennes à petites                                                                            | Épaisse, ne s'effilant que peu vers l'extrémité         | ✓                     | ✓                     |                       | ✓                     |                       |                       | ✓                     | ✓                     | ✓                     |
| 64 | Serengeti             |       | États-Unis                                     | Longue                                                   | Moyenne                 |                                     | Court                                                                                                | Tabby tacheté sans coche                          |                                                                                | Triangle adouci                                                               | Ronds et grands                                                                                       | Grandes et coniques                                                                           | Longue, mince                                           |                       |                       |                       |                       |                       |                       | ✓                     | ✓                     |                       |
| 64 | Seychellois           |       | Thaïlande                                      | Longiligne, svelte et musclée                            | Moyenne à grande        | 3 à 5 kg                            | Court                                                                                                | Colourpoint                                       | Bicolore                                                                       | Face forme un triangle                                                        | En amandes, toujours bleus                                                                            | Larges à la base, ouvertes et placées bas                                                     | Longue et fine                                          |                       |                       |                       |                       | ✓                     |                       |                       |                       |                       |
| 65 | Siamois               |       | Thaïlande                                      | Longiligne, svelte et musclée                            | Moyenne à grande        | 2 à 6 kg                            | Court et collé au corps                                                                              | Colourpoint                                       | Toutes les couleurs acceptées                                                  | Face dessine un triangle                                                      | En amandes, toujours bleus                                                                            | Grandes, ouvertes et placées bas                                                              | Longue et fine                                          | ✓                     | ✓                     |                       | ✓                     | ✓                     |                       | ✓                     | ✓                     | ✓                     |
| 66 | Sibérien              |       | Russie                                         | En tonneau                                               | Grande                  | 6 à 10 kg (♂) 3,5 à 7 kg (♀)        | Mi-Long                                                                                              | Traditionnelles et colourpoint                    | Toutes les couleurs acceptées SAUF cinnamon et chocolat, et leurs dérivés.     | Triangle adouci                                                               | Presque ronds                                                                                         | Taille moyenne                                                                                | Très touffue                                            | ✓                     | ✓                     |                       | ✓                     | ✓                     |                       | ✓                     | ✓                     | ✓                     |
| 67 | Singapura             |       | Singapour ou États-Unis (controversé)          | Semi-cobby                                               | Petite                  | 2 à 4 kg                            | Court                                                                                                | Brown ticked tabby ou sépia agouti                |                                                                                | Plutôt ronde et petite                                                        | En amande, couleur noisette, doré ou vert                                                             | Grandes, base large                                                                           | Longue et fine                                          | ✓                     | ✓                     |                       | ✓                     |                       |                       | ✓                     | ✓                     | ✓                     |
| 68 | Skookum               |       | États-Unis                                     | Semi-foreign                                             | Petite                  |                                     | Court ou mi-long, ondulé ou bouclé                                                                   | Toutes                                            |                                                                                | Arrondie, plutôt petite                                                       | En amande                                                                                             | Grandes, base large                                                                           | Moyenne à grande, avec plumets chez les mi-longs        |                       |                       |                       |                       |                       |                       |                       |                       |                       |
| 69 | Snowshoe              |       | États-Unis                                     | Semi-foreign                                             | Moyenne                 | 3 à 5 kg                            | Court et dense                                                                                       | Mitted ou bicolore                                | Toutes les couleurs autorisées                                                 | Triangle équilatéral                                                          | Assez grands, ovales à ronds                                                                          | Moyennes, larges à la base                                                                    | Moyenne, s'effile vers l'extrémité                      |                       | ✓                     |                       |                       | ✓                     |                       | ✓                     | ✓                     |                       |
| 70 | Sokoké                |       | Kenya                                          | Semi-foreign                                             | Moyenne                 | 3 à 6 kg                            | Très court                                                                                           | brown marble tabby                                |                                                                                | Petite, en forme de triangle adouci                                           | Grands et en amande                                                                                   | Moyenne, avec plumets                                                                         | Moyenne à longue                                        |                       |                       |                       |                       | ✓                     |                       | ✓                     | ✓                     |                       |
| 71 | Somali                |       | États-Unis                                     | Médioligne Foreign                                       | Moyenne                 | 4 à 5 kg                            | Mi-long                                                                                              | Ticked tabby                                      | lièvre, sorrel, bleu, faon, chocolat, lilac et silver                          | Triangulaire                                                                  | En amande, de couleur ambre, vert ou noisette                                                         | Larges, arrondies au bout et possédant un plumet à l'extrémité                                | Très touffue                                            | ✓                     | ✓                     |                       | ✓                     | ✓                     |                       | ✓                     | ✓                     | ✓                     |
| 72 | Sphynx                |       | France Canada                                  | Semi-cobby                                               |                         | 3 à 5 kg                            | Léger duvet                                                                                          | Toutes                                            |                                                                                | Plus longue que large avec des contours anguleux                              | En forme de citron                                                                                    | Très grandes et placées bas                                                                   | Comme une queue de rat                                  | ✓                     | ✓                     |                       | ✓                     | ✓                     |                       | ✓                     | ✓                     | ✓                     |
| 73 | Thaï                  |       | Thaïlande                                      | Semi-foreign                                             | Moyenne                 | 4 à 5 kg (♂) 3 à 3,5 kg (♀)         | Court et dense                                                                                       | Colourpoint uniquement                            | Toutes les couleurs acceptées                                                  | Triangle aux contours adoucis                                                 | Ovales, toujours bleus                                                                                | Larges à la base, taille moyenne                                                              | Taille moyenne, arrondie au bout                        |                       |                       |                       |                       |                       |                       | ✓                     | ✓                     | ✓                     |
| 74 | Tiffany               |       | Royaume-Uni                                    | Semi-foreign                                             | Moyenne                 | 12 kg (♂) 8 kg (♀)                  | Mi-long                                                                                              | Traditionnelle ou sépia                           | Toutes couleurs autorisées                                                     | Triangulaire, courte                                                          | Grands, ovales, bien espacés                                                                          | Moyennes, bien espacées                                                                       | Moyenne, s'effile vers un bout arrondi                  |                       |                       |                       |                       |                       | ✓                     | ✓                     |                       | ✓                     |
| 75 | Tonkinois             |       | Canada                                         | Semi-foreign                                             | Moyenne                 | 5 à 6 kg (♂) 2,5 à 3,5 kg (♀)       | Court ou mi-long                                                                                     | Mink, sépia ou colorpoint                         | Toutes couleurs admises                                                        | Triangle adouci                                                               | En forme de noix                                                                                      | Taille moyenne, bout arrondi                                                                  | Longueur moyenne, bout légèrement arrondi               | ✓                     | ✓                     | ✓                     |                       |                       |                       | ✓                     | ✓                     |                       |
| 76 | Toyger                |       | États-Unis                                     | Modérée                                                  | Moyenne                 |                                     | Court et doux                                                                                        | Brown mackerel tabby uniquement                   |                                                                                | Moyenne, ronde                                                                | Ronds et petits                                                                                       | Petites et arrondies                                                                          | Longue                                                  |                       |                       |                       |                       |                       |                       |                       | ✓                     |                       |
| 77 | Turc de Van           |       | Turquie                                        | Longue                                                   | Grande                  | Jusqu'à 9 kg (♂) Jusqu'à 4,5 kg (♀) | Mi-long                                                                                              | Tout sauf colorpoint                              | Bicolore van, ou blanc                                                         | Triangle arrondi                                                              | Grands et expressifs                                                                                  | Moyennes à grandes                                                                            | Longueur moyenne, en panache                            | ✓                     | ✓                     |                       | ✓                     | ✓                     |                       | ✓                     | ✓                     | ✓                     |
| 78 | Ural rex              |       | Russie                                         |                                                          | Moyenne                 |                                     | Frisé, court ou mi-long                                                                              | Patron sépia et ticked tabby interdits            | Couleurs traditionnelles uniquement                                            | En forme de coin                                                              | Ovales, grands et bien espacés                                                                        | De taille moyenne, droites                                                                    | Fine                                                    |                       |                       |                       |                       |                       |                       |                       |                       | ✓                     |
| 79 | York chocolat         |       | États-Unis                                     | Médioligne semi-foreign                                  |                         | De 6 à 8 kg (♂) 4 à 5 kg (♀)        | Court à mi-long, dense                                                                               | Tous les motifs sont acceptés.                    | Chocolat et lilas.                                                             | Presque ronde, front bombé, nez droit.                                        | Ovales, grands, de couleur or ou vert. Les yeux bleus ou vairons sont acceptés pour les particolores. | Aussi hautes que larges                                                                       | Longue, épaisse à la base                               |                       |                       |                       |                       |                       |                       | ✓                     |                       | ✓                     |